# Hiram M. Dow
Hiram Millet Dow (* 21. April 1885 in Texas; † März 1969 in Roswell, New Mexico) war ein US-amerikanischer Politiker. Zwischen 1937 und 1938 fungierte er im Bundesstaat New Mexico als Vizegouverneur.

## Werdegang
Hiram Millet Dow kam 1885 als Sohn von Mary „Molly“ Ann Neatherlin (1861–1949) und James Lesile "Les" Dow (1860–1897) in Texas zur Welt. Er graduierte 1904 am New Mexico Military Institute in Roswell. Zu jener Zeit erbaute er dort auch ein Haus im vereinfachten Anne-Style mit zwei Giebeln auf dem Vorderdach und geschälten Säulen an der 702 North Richards. Fertigstellung war vor 1905. Er studierte in der Folgezeit Jura an der Washington and Lee University in Lexington (Virginia), wo er 1908 seinen Abschluss machte. Er heiratete Eleanor "Ella" Laurena Lea (1881–1962), Tochter von Sally Wildy (1849–1884) und Captain Joseph Callaway Lea (1841–1904), Mitbegründer vom New Mexico Military Institute. Sie brachte aus ihrer ersten Ehe mit Edgar "Ted" Lucius Bedell zwei Töchter in die neue Ehe mit, Eleanor Lea Bedell (1904–1975) und Josephine Lea Bedell (1910–1997). Das Paar bekam eine gemeinsame Tochter, Dorothy "Dottie" Lea Dow (1914–1998). Zwischen 1935 und 1936 war er Präsident der State Bar of New Mexico. Politisch gehörte er der Demokratischen Partei an. Er war Bürgermeister von Roswell. 1936 wurde er zum Vizegouverneur von New Mexico gewählt – ein Posten, den er von 1937 bis 1938 bekleidete. Danach praktizierte er als angesehener Anwalt in der Petroleumindustrie. Er war viele Jahre als Civilian Aide für den United States Secretary of the Army tätig. Im Laufe der Jahre erhielt er zahlreiche Auszeichnungen und Anerkennungen. Er verstarb im März 1969 in Roswall und wurde dann auf dem South Park Cemetery  beigesetzt.